# Volker Strübing

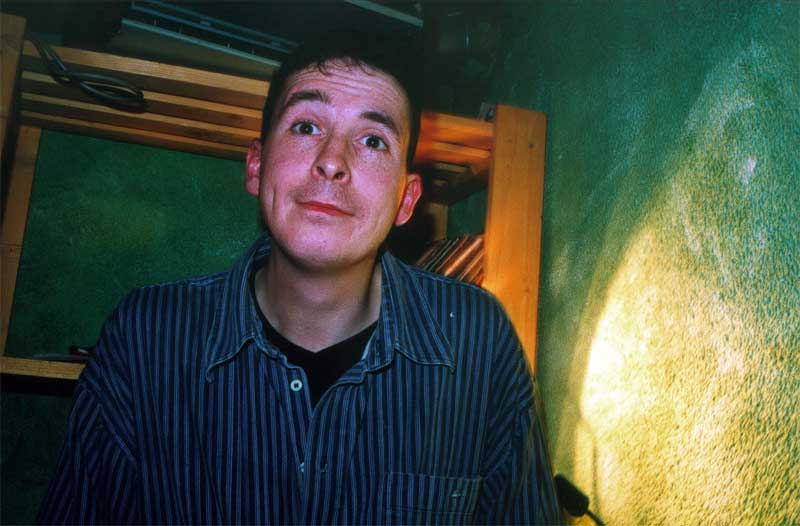
Volker Strübing (2001)

Volker Strübing (* 22. April 1971 in Sondershausen) ist ein deutscher Schriftsteller und Filmemacher.

## Leben
Volker Strübing wurde 1971 in Thüringen geboren und wuchs in Sachsen-Anhalt und dem Berliner Bezirk Marzahn auf. Er ist gelernter Facharbeiter für Datenverarbeitung und lebt seit 1978 in Berlin. Seine künstlerische Laufbahn begann mit dem Programmieren von Musik für C64-Spiele. Er entwickelte im Jahr 1990 mit Tube (Tobias Herre) und Uwe Beneke für die Firma Blue Byte das Computerspiel Atomino. Am 4. Juli 1996 gründete Strübing zusammen mit Tube, Spider (Andreas Krenzke), Uwe Beneke, Sabine Mylius, Andre Lange, Klaus Schwarz und Gunar Klemm die Berliner Lesebühne LSD – Liebe statt Drogen. Von 2000 bis 2008 war er Mitglied der Berliner Lesebühne Chaussee der Enthusiasten. Am 9. September 2000 gründete er zusammen mit Dan Richter die Berliner Lesebühne Kantinenlesen.
Seit 2004 tritt er selbst oder als Team LSD (zusammen mit Michael Ebeling) regelmäßig bei Poetry Slams auf. Der Schwerpunkt seiner Arbeit sind kurze, satirische Texte, die in erster Linie für das Vorlesen geschrieben werden.
Von Mai 2007 bis April 2018 gestaltet Volker Strübing die Trickfilmreihe Kloß & Spinne, in der er auch alle Rollen selbst sprach. Es sind 30 Folgen und 5 „Quickies“ (Kurzfolgen) auf YouTube und seinem Blog „Schnipselfriedhof.de“ veröffentlicht worden. 2009 erschien die Erste Staffel (Folge 1–16) auf DVD beim Verlag Voland & Quist.

### Fernseharbeit
- 2009 drehte er gemeinsam mit Kirsten Fuchs die vierteilige Reisereportage Nicht der Süden im Auftrag des ZDF, für die beide die Färöerinseln, Dänemark, Island, Jan Mayen und Spitzbergen bereisten. Im Verlag Voland & Quist erschien im gleichen Jahr ein gleichnamiges Buch zur Reise.

- 2010 wurde die dreiteilige Reisereportage Mister & Missis.Sippi veröffentlicht, die Strübing anlässlich des 100. Todestages von Mark Twain gemeinsam mit der ZDF-Moderatorin Patricia Schäfer fürs ZDF gedreht hatte.[5][6] Auch dazu erschien im gleichen Jahr ein gleichnamiges Buch.

- 2019 drehte er für 3sat die Dokumentation Auferstanden aus Platinen über die Heimcomputerszene in der DDR. Dabei war er als Autor, Regisseur und Sprecher tätig und erstellte außerdem einen Großteil der Animationen.[7]

- 2021 wurde seine essayistische Dokumentation Ist das Zukunft oder kann das weg? in 3sat ausgestrahlt.[8] Er berichtet darin von Utopien vergangener Jahrzehnte und lässt Wissenschaftler, Journalisten und Autoren über die Utopien von heute und die Möglichkeiten für kommende Generationen sprechen.[9]

- 2022 erschien die Dokumentation Ich rechne, also bin ich: Künstliche Intelligenz und menschliche Identität bei 3sat, die sich mit künstliche Intelligenz beschäftigt. Zu sehen sind darin u. a. Ahne, Kirsten Fuchs (Stimme), Jaromir Konecny, Fabin Navarro sowie Catrin Misselhorn.

- Am 21. Oktober 2023 erschien der Film Gott für Anfänger – Wie ich versuchte, den Glauben zu verstehen auf 3sat. Dafür interviewte er neben Harald Lesch, Felicia Brembeck und Heino Falcke auch Michael Ebeling.[10]

## Auszeichnungen
- Oktober 2005: Sieger – Slam2005, Poetry Slam Meisterschaft des deutschsprachigen Raums, Leipzig
- 2006: Zweiter Platz – Deutschen Science Fiction Preis 2006 (Kategorie: Bester Roman mit Das Paradies am Rande der Stadt)
- 2006, 2008, 2016: Sieger – Poetry Slam Meisterschaft des deutschsprachigen Raums (Kategorie: Teamwettbewerb als Team LSD zusammen mit Michael Ebeling)
- 2008: Hölzerner Besen – Nachwuchs-Kabarettistenwettbewerb Stuttgarter Besen (Kategorie: Solo)
- 2012: Sieger – BB Slam, Poetry-Slam-Meisterschaften Berlin/Brandenburg
- 2013: Stadtschreiber von Bayreuth

## Werke
Roman
- Das Paradies am Rande der Stadt. yedermann, Riemerling bei München 2005, ISBN 3-935269-30-7 (Neuauflage 2013).

Geschichten-Sammelbände
- Ein Ziegelstein für Dörte. Voland & Quist, Dresden / Leipzig 2007, ISBN 978-3-938424-23-0 (Taschenbuch 2010).
- Das Mädchen mit dem Rohr im Ohr und der Junge mit dem Löffel im Hals. Voland & Quist, Dresden / Leipzig 2013, ISBN 978-3-86391-026-6.
- Kloß und Spinne. Voland & Quist, 2016, ISBN 978-3-86391-147-8.

Reise-Beschreibungen
- mit Kirsten Fuchs: Nicht der Süden. Voland & Quist, Dresden / Leipzig 2009, ISBN 978-3-938424-34-6.
- mit Matthias Seifert (Illustrator): Mister & Missis.Sippi. Voland & Quist, Dresden / Leipzig 2010, ISBN 978-3-938424-48-3.

Beiträge
- mit Andreas Kampa, Robert Naumann, Dan Richter, Jochen Schmidt und Stephan Serin: Chaussee der Enthusiasten – Die schönsten Schriftsteller Berlins erzählen was. Voland & Quist, Dresden / Leipzig 2005, ISBN 3-938424-07-9.
- mit Micha Ebeling, Uli Hannemann, Andreas „Spider“ Krenzke, Tobias „Tube“ Herre, Ivo Smolak und Sascha Kroß: LSD – Liebe statt Drogen. Voland & Quist, Dresden / Leipzig 2006, ISBN 3-938424-14-1.

Animationsfilm
- Kloß & Spinne (DVD). Voland & Quist, Dresden / Leipzig 2010, ISBN 978-3-938424-43-8.